# Калмыково (Ростовская область)
Калмыко́во — хутор в Мясниковском районе Ростовской области.
Входит в состав Петровского сельского поселения.

## Население
| 2010 |
| ---- |
| 66   |

## Улицы
В хуторе имеется одна улица: Российская.